# Campylopodiella dorothyae
Campylopodiella dorothyae là một loài rêu trong họ Dicranaceae. Loài này được C.C. Towns. mô tả khoa học đầu tiên năm 2009.